# Lola Cueto
Pour les articles homonymes, voir Cueto.
María Dolores Velázquez Rivas, connue sous le nom de Lola Cueto (née le 2 mars 1897 à Azcapotzalco et morte le 24 janvier 1978 à Mexico) est une artiste plasticienne mexicaine aux multiples facettes.
Ses œuvres souvent liées à l'artisanat mexicain et à l'art indigène populaire, comprennent du tissage, de l'aquarelle, du dessin, du graphisme, des huiles, de la gouache, ainsi que la conception de marionnettes, des décors de théâtre, de papel picado et de jouets mexicains traditionnels.
Son travail a souvent un caractère pédagogique, en particulier les pièces de théâtre pour enfants. C'est aussi une femme engagée pour la jeunesse mexicaine.

## Biographie
María Dolores Velázquez Rivas naît à Azcapotzalco (qui fait maintenant partie de Mexico) le 2 mars 1897 de Juan Velázquez et Ana María Rivas.
Elle entre l'Académie de San Carlos à l'âge de 12 ans. Elle est l'une des premières femmes de l'Académie et on pense qu'elle a été aussi la première étudiante autorisée à suivre des cours de dessin de nus. Elle y étudie la peinture décorative et la sculpture mais ses études sont interrompues par la révolution mexicaine et plus tard, elle entre à l'Escuela de Pintura al Aire Libre, également connue sous le nom d'Escuela de Barbizón créée et dirigée par Alfredo Ramos Martínez.

En 1919, elle épouse le sculpteur d'avant-garde Germán Cueto. Le couple fréquente les cercles artistiques et intellectuels de Mexico, dont font partie, notamment, Diego Rivera, Lupe Marín, Ramón Alva de la Canal, Fermín Revueltas, Germán List Arzubide, Manuel Maples Arce et Arqueles Vela. C'est à cette époque qu'elle prend le nom de son mari . 

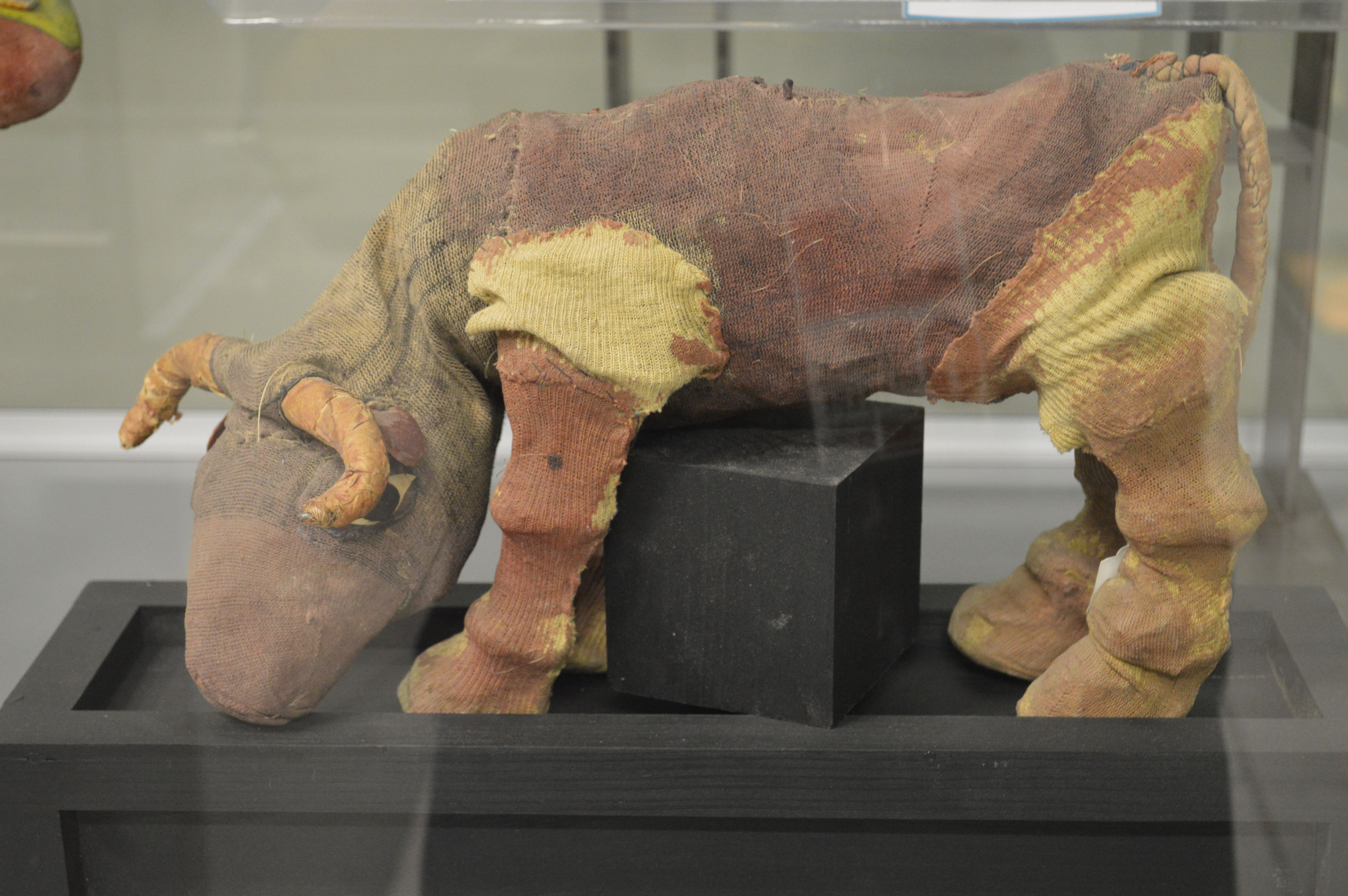
Marionnette taureau de l'artiste au Musée national de marionnettes de Huamantla

Leur première fille, Ana María Cueto Velázquez, naît le  5 mai 1920, et la seconde, Mireya Cueto Velásquez, le 3 février 1922.
Entre 1927 et 1932, le couple vit en Europe, d'abord à Santander, en Espagne, puis à Paris où ils connaissent des moments décisifs dans leur parcours artistique. Là, ils ont leur premier contact avec le théâtre de marionnettes et la création de marionnettes à gaine.
À leur retour au Mexique en 1932, Elle cofonde la Liga de Escritores y Artistas Revolucionarios (Ligue des écrivains et artistes révolutionnaires ; LEAR),. Les premières marionnettes au Mexique sont nées de ce groupe.
En 1936, le couple se sépare.
Lola Cueto meurt le 24 janvier 1978 à Mexico à l'âge de 81 ans.

## Carrière artistique
Avec María Izquierdo, Olga Costa et Helen Escobedo, Lola Cueto est une des rares femmes artistes actives au Mexique au début du XXe siècle, à une époque où le domaine était dominé par les hommes.
Dans les années 1920, Mexico est une plaque tournante des mouvements artistiques comme le stridentisme, un mouvement d'avant-garde multidisciplinaire populaire très masculin, où Lola Cuetos réussit à se faire une place, armée de sa machine à coudre.

### La tapisserie
Lola Cueto abandonne la peinture dès 1920 pour se dédier entièrement à l'art textile, créant des tapisseries qu'elle appelle « Tapices D.V.C. » (d'après ses initiales). Elle met au point une technique personnelle, modernise le lourd travail du tissage par l'utilisation d'une machine à broder Cornelli pour élaborer ses dessins intriqués. Elle travaille la tapisserie de façon moderne mais avec une inspiration précolombienne et y intègre des représentations traditionnelles.
Le travail de Lola Cueto commence à être apprécié pendant qu'elle vit à Paris, à partir de 1926. Parmi ses premières œuvres, figurent des tapisseries qu'elle a dessinées et confectionnées. Elles ont été présentées à des expositions à Paris, Barcelone et Rotterdam. Le journal français L'Art Vivant la considère comme un des visages de la Renaissance mexicaine.
Ses créations les plus célèbres sont des tapisseries et des tissus brodés à la machine, notamment une série inspirée des vitraux des cathédrales gothiques de Chartres et Bourges. Elle a créé un certain nombre de tapisseries avec des thèmes religieux tels que des images primitives du Christ et de la Vierge Marie, des autels ruraux ainsi que des peuples autochtones.

### Le théâtre et les marionnettes
Lola Cueto est surtout reconnue pour sa maîtrise et son innovation dans le théâtre de marionnettes et le théâtre pour enfants. Elle poursuit au Mexique ce projet né durant son séjour en France.
Elle fabrique des masques en plâtre et en carton qui reflètent les caractéristiques du peuple mexicain et fonde les compagnies Rin Run, El Nahual et El Colorín qui réalisent des sketchs éducatifs dans les zones urbaines et rurales. L'une de ses œuvres théâtrales majeures est un ballet de marionnettes El Renacuajo Paseador avec Silvestre Revueltas, présenté au Palais des beaux-arts de Mexico en 1940. Le Ministère de l'éducation publique soutient ce projet en finançant leurs spectacles, présentés dans les écoles du pays par différents groupes, sur une période de cinquante ans.
Elle considère que les marionnettes et le théâtre sont des outils d'éducation et de formation, ce qui fait d'elle une actrice importante pour l'éducation et la culture au Mexique.

### La gravure
Dans les années 1940, Lola Cueto retourne à l'Académie pour apprendre la gravure, dont elle maîtrise toutes les techniques. Elle est invitée à enseigner au Mexico City College et rejoint la Sociedad Mexicana de Grabadores (Société mexicaine des graveurs).
Elle se distingue particulièrement avec la manière noire, jouant sur la lumière et l'ombre. En 1947, elle crée les aquatintes d'un livre de Roberto Lago intitulé Títeres Populares Mexicanos (Marionnettes folkloriques mexicaines). Un grand nombre de ces gravures sont conservées au Metropolitan Museum of Art à New York. Auparavant, elle a contribué aux illustrations d'un autre livre de Lago, Mexican Folk Puppets, en utilisant une palette réduite de couleurs vives pour représenter la culture indigène mexicaine.

### Jouets
Préoccupée par l'arrivée des jouets en plastique industriels, Lola Cueto consacre une grande partie de son temps à la collecte et à la documentation de personnages et jouets populaires, de petites œuvres d'art et peint elle-même des jouets en bois.

### Reconnaissance
Contrairement à d'autres artistes de l'époque, en particulier à ses contemporaines féminines comme Frida Khalo, elle n'a pas suscité beaucoup de controverse ni, par conséquent, beaucoup de critiques pour son travail. En choisissant une discipline traditionnelle et genrée, elle a sacrifié la créativité conventionnelle mais s'exprime par la parodie. Au travers de marionnettes et de figurines en papier mâché, de cathédrales, de chapelets et d'autres iconographies religieuses, elle pose un commentaire social sur la complexité de choses comme la foi et où elle s'inscrit dans un Mexique de plus en plus laïque.
Son travail n'a pas été beaucoup exposé mais il a été largement commenté par les critiques Paul Westheim et l'artiste Jean Charlot.
Une exposition personnelle a toutefois lieu peu de temps après sa mort au Salón de la Plástica Mexicana et, trente ans plus tard, en 2009, une rétrospective de son travail est parrainée par l' Institut National des beaux-arts.
Ses œuvres, marionnettes, jouets, tapisseries, font aujourd'hui partie des collections de plusieurs musées.